# Артола, Мигель
Миге́ль Арто́ла Галье́го (исп. Miguel Artola Gallego; 12 июля 1923, Сан-Себастьян, Страна Басков — 26 мая 2020, Мадрид) — испанский историк.

## Биография
Принадлежал к ордену доминиканцев. Доктор философии и литературы в Мадридском центральном университете. В 1991 году получил премию принцессы Астурийской.
В 1960 году стал профессором испанской истории в университете Саламанки, где преподавал до 1969 года, возглавив затем такую же кафедру в Мадридском автономном университете. Его работа на этом посту способствовала переходу методологии исторических исследований в университете от принятых при франкистском режиме к новым, свойственным для либерального общества. В 1975—1976 годах был секретарём отделения истории в фонде Хуана Марша. 20 марта 1981 года был назначен профессором Королевской академии истории. В сентябре 1986 года возглавил Институт истории Испании.
Артола специализировался на исследованиях в области истории Испании в целом и экономической истории в частности, в особенности вопросов финансов и железных дорог. Опубликовал несколько десятков монографий, являлся почётным доктором нескольких университетов, имел целый ряд государственных наград.